# Гливинський Олександр Віталійович
Олекса́ндр Віталійо́вич Гливи́нський (нар. 10 лютого 1975, Львів, Українська РСР, СРСР) — український спортивний журналіст, телекоментатор і телеведучий, колишній прес-секретар національної збірної України з футболу, президент Асоціації спортивних журналістів України.

## Життєпис
Олександр Гливинський народився 10 лютого 1975 року у Львові. Батько — колишній футболіст, який завершив кар'єру через важку травму. Сім'я продовжувала цікавитись футболом і після народження Олександра, який згодом почав збирати футбольну статистику та цікаві факти. У школі хлопець вирішив стати журналістом, для чого став учнем Школи-студії юного журналіста, організованого  Всеукраїнським товариством «Просвіта» та Центром творчості дітей та юнацтва Галичини, що йому потім допомогло під час вступу  до університету.
Вступивши на стаціонар факультету журналістики Львівського національного університету, Гливинський згодом перейшов на заочну форму навчання та пішов працювати у відділ інформації Львівського обласного  радіо. 1998 року Олександр закінчив університет.

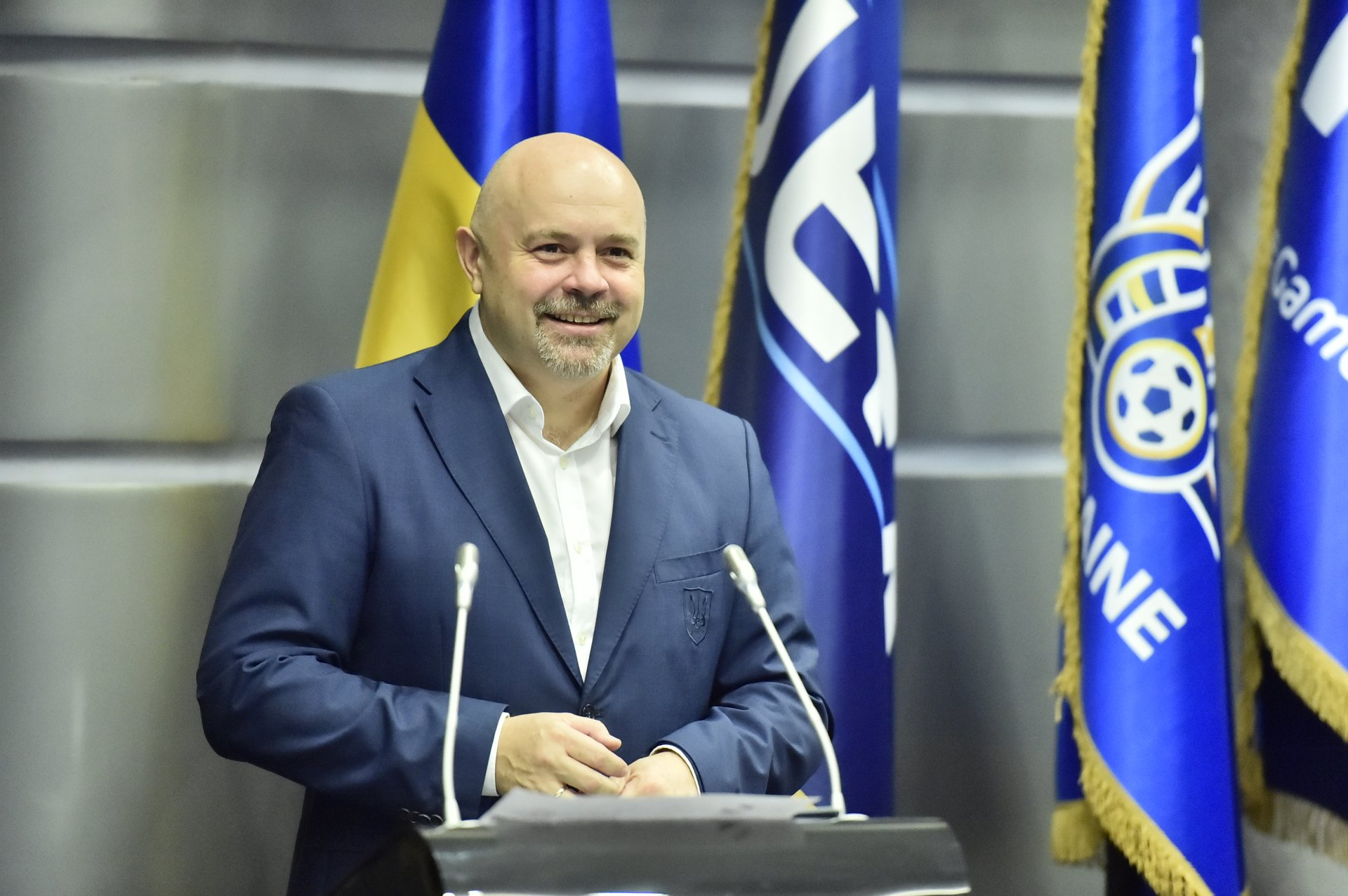
Олександр Гливинський під час жеребкування Кубка України з футболу

## Кар'єра
- 1993 — редактор відділу інформації Львівського радіо.
- 1995–1997 — директор програм радіо «Незалежність».
- 1997–1999 — керівник відділу міжнародних новин «Радіо Люкс».
- 1999–2000 — спортивний коментатор і ведучий програми «Футбол від УТН» на Першому національному телеканалі.
- 2000–2001 — ведучий програм «Доброго ранку, Україно!» і «Добраніч, Україно!» на ТРК «Ера».
- 2001–2002 — спортивний коментатор на Першому каналі;
- 2002–2008 — ведучий і продюсер програми «Гол!» на Новому каналі;
- 2008 - ведучий і продюсер програми «Про футбол» на каналі ICTV
- 2009-2010 - директор інформаційного агентства «Україна-Євро-2012»;
- 2010-2024 - прес-секретар Національної команди України з футболу;
- 23 січня 2020 року  на V З‘їзді Асоціації спортивних журналістів України обраний президентом АСЖУ

Також Олександр був ведучим програми «Богатирські ігри», коментував літні Олімпійські ігри в Сіднеї та зимову Олімпіаду в Солт-Лейк-Сіті, чемпіонат Європи з футболу 2000, чемпіонати світу з футболу 2002, 2006 років, ігри Ліги чемпіонів, матчі чемпіонату України з футболу. 
З 2007 по 2012 рік на правах фрилансера коментував поєдинки української Прем'єр-ліги, Ліги чемпіонів, Ліги Європи на телеканалах «ТЕТ», «1+1» та «2+2». На початку 2013 року керівник управління спортивних проєктів групи компаній «1+1» Степан Щербачов заявив, що канали більше не зацікавлені у продовженні співпраці з Гливинським
Олександр Гливинський висвітлював Олімпійські Ігри-2016 у Ріо-де-Жанейро та Зимову Олімпіаду-2018 у Пйончангу на власному You-tube каналі та на вебсайті Sport.ua. 
2017 року, під час висвітлення чемпіонату світу з біатлону, телеканал UA:Перший звернувся до Гливинського з проханням надавати  інтерв’ю з українськими біатлоністами з  власного You-tube каналу Олександра для ефіру телеканалу, оскільки кореспонденти UA:Першого не були акредитовані на змаганні. Гливинський також висвітлював чемпіонат світу з біатлону 2020 року для ресурсу obozrevatel.com
Олександр залишається незмінним ведучим змагань українських стронгменів, які організовує Федерація стронгмену України..
У даний час Гливинський очолює Асоціацію спортивних журналістів України.

### Нагороди
- Лауреат премії «Телетріумф»[2]